# Lisa Barbelin
Lisa Barbelin (10 de abril de 2000) é uma arqueira profissional francesa.

## Carreira
Barbelin treinou na Société de tir de Dieuze em Dieuze, Moselle, e Les Archers riomois em Auvergne.
Ela competiu na Copa Europeia de Tiro com Arco Júnior de 2017, terminando em terceiro no evento individual em Maratona, Grécia, e em segundo nos eventos individuais e de equipe em Poreč, Croácia. Naquele ano, ela também ficou em terceiro no evento de equipe no Campeonato Mundial de Tiro com Arco Juvenil de 2017. Ela fez parte da equipe francesa que ficou em terceiro lugar no evento de equipe no evento da Copa do Mundo de Tiro com Arco de 2019 em Medellín, Colômbia. No mesmo ano, ela competiu no Campeonato Mundial de Tiro com Arco Juvenil, terminando em segundo no evento de equipe e em quarto no evento individual. Mais tarde no ano, ela participou de um workshop de 10 dias em Gwangju, Coreia do Sul, onde foi treinada pelo ex-campeão olímpico Ki Bo-bae. Em fevereiro de 2020, Barbelin venceu o evento de teste de seleção olímpica feminina francesa. Durante o confinamento devido à pandemia da COVID-19 em França, ela treinou no jardim dos seus pais em Ley, Mosela.
Em dezembro de 2020, Barbelin ficou em terceiro lugar em uma Indoor Archery World Series que foi realizada virtualmente. Em março de 2021, ela venceu um evento em Poreč. Em junho de 2021, Barbelin venceu o evento recurvo no Campeonato Europeu de Tiro com Arco de 2021. Ela foi a primeira mulher francesa a vencer um Campeonato Europeu de Tiro com Arco desde Bérengère Schuh em 2008. Como resultado, ela se tornou a arqueira feminina número um, e se classificou para o evento individual feminino nas Olimpíadas de Verão de 2020. Sua qualificação foi garantida após vencer sua partida das quartas de final no Campeonato. Sua posição como arqueira número um feminina foi breve, pois no mesmo mês ela foi rebaixada para o segundo lugar; ela foi ultrapassada pela indiana Deepika Kumari. Nos Jogos, Barbelin terminou em 13º na rodada de classificação, e foi eliminada da seção eliminatória do evento nas oitavas de final. Mais tarde no ano, Barbelin fez parte da equipe francesa que ficou em terceiro lugar no evento por equipes femininas no Campeonato Mundial de Tiro com Arco de 2021. Ela foi eliminada nas quartas de final dos eventos individuais e de equipes mistas no Campeonato.
Ela ganhou a medalha de ouro no evento recurvo feminino no Campeonato Europeu de Tiro com Arco Indoor de 2022, realizado em Laško, Eslovênia. Ela fez parte da equipe francesa que terminou em terceiro lugar no evento recurvo na Copa do Mundo de Tiro com Arco de 2022 em Medellín, Colômbia. Ela fez parte da equipe francesa que ficou em segundo lugar no evento recurvo nos Jogos Europeus de 2023. No Campeonato Europeu de Tiro com Arco de 2024, Barbellin ficou em terceiro lugar no evento recurvo individual e fez parte da equipe francesa que venceu a competição de recurvo por equipe.
Barbellin foi selecionada para as Olimpíadas de Verão de 2024 em Paris, nas provas individuais femininas e por equipes femininas. A equipe francesa foi eliminada nas oitavas de final. Ela conseguiu garantir uma medalha de bronze na prova individual feminina após derrotar Jeon Hun-young com uma pontuação de 6–4, tornando-se a primeira mulher francesa a ganhar uma medalha em prova individual.